# 学校法人千葉武陽学園
学校法人千葉武陽学園（がっこうほうじんちばぶようがくえん）は、千葉県野田市尾崎2241-2に本部おく学校法人。西武台千葉中学校・高等学校の設置者。

## 概観
2008年に埼玉県新座市に本部を置く学校法人武陽学園から分離、独立した。
なお、設置学校名に「西武」を冠しているが、西武鉄道などの西武グループとは無関係である。

## 沿革
- 1986年(昭和61年) - 学校法人武陽学園により武陽学園高等学校開校。
- 1992年(平成4年) - 西武台中学校開校。
- 2008年(平成20年) - 学校法人千葉武陽学園設立。学校法人武陽学園(西武台高等学校)と経営を分離、独立した。
- 2012年(平成24年) - 西武台中学校を、西武台千葉中学校に校名変更。